# Kolumna Ponsonby’ego

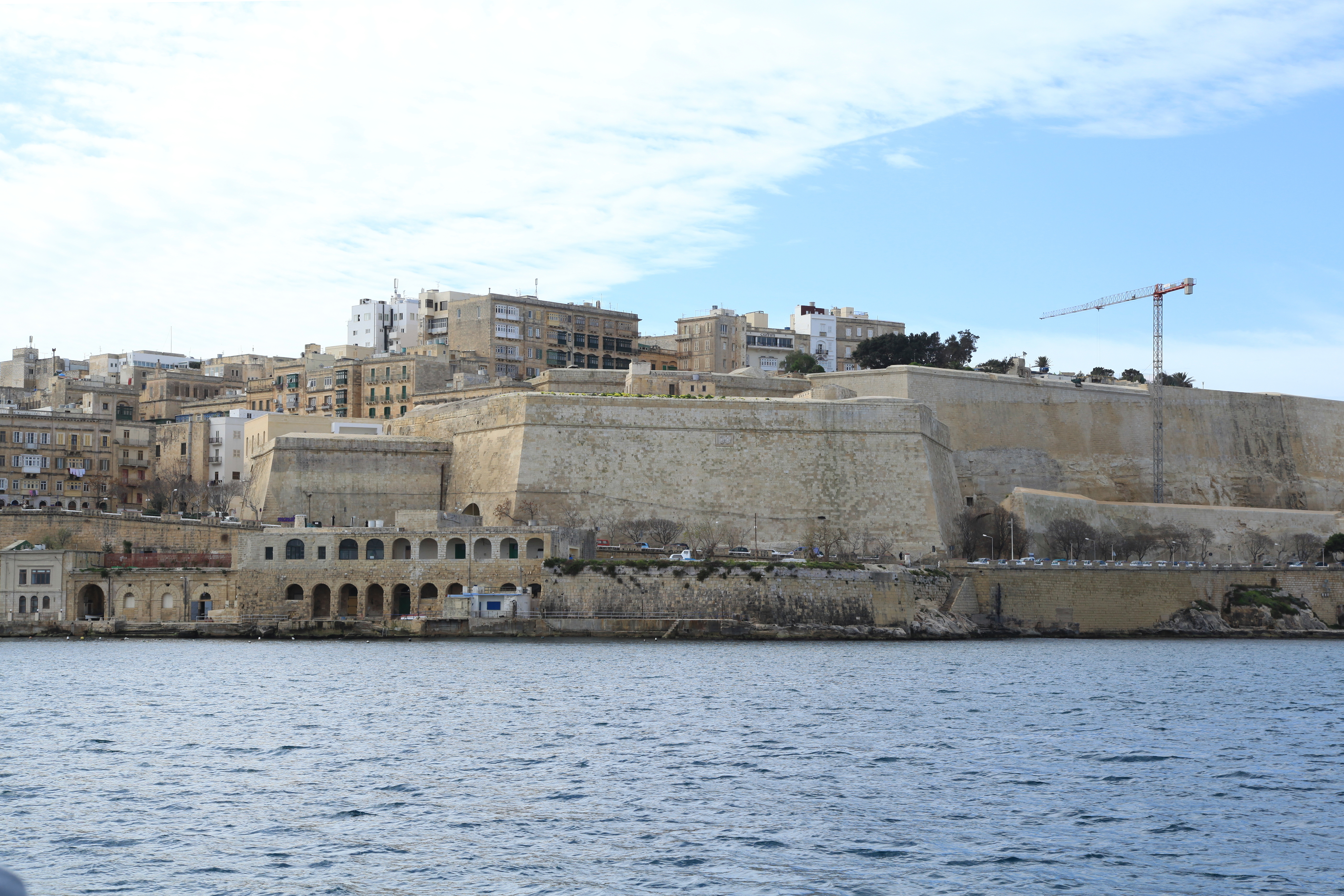
Kolumna Ponsonby’ego znajdowała się w St. Andrew’s Bastion, w przybliżeniu w centrum tego zdjęcia

Kolumna Ponsonby’ego (ang. Ponsonby’s Column) – była to monumentalna kolumna w Valletcie na Malcie. Zbudowana w roku 1838 jako pomnik gubernatora Fredericka Ponsonby’ego, lecz została zniszczona przez piorun w roku 1864. Jej cokół ocalał, znajduje się teraz w Hastings Gardens.

## Historia
Sir Frederick Cavendish Ponsonby mianowany został gubernatorem Malty 15 lutego 1827 roku. Podczas swojego pobytu w Anglii w roku 1836, zrezygnował ze stanowiska gubernatora, i zmarł nagle 11 stycznia następnego roku.
W roku 1838, aby uhonorować zmarłego gubernatora, zbudowano w St. Andrew’s Bastion kolumnę, górującą nad portem Marsamxett. Jej projektant nie jest znany, lecz czasem przypisywana jest Giorgio Pullicino. Monument składał się z ponad 21-metrowej doryckiej kolumny na cokole, zwieńczonej urną. Główna inskrypcja brzmiała:

FREDERICO CAVENDISH PONSONBY

MELITAE AN. IX. PRAEFECTO

CIVIUM AMOR

MDCCCXXXVIII

W styczniu 1864 roku kolumna została trafiona przez piorun, a później została zburzona. Cokół pozostał nienaruszony, lecz w listopadzie 1888 roku został usunięty z bastionu św. Andrzeja, aby zrobić miejsce pod nowe stanowisko działa. Został ustawiony w Hastings Gardens na St. Michael’s Bastion, a na nim dodano następujący napis:

THE COLUMN 70 FEET HIGH ERECTED ON THIS BASE

TO THE MEMORY OF SIR FREDERICK PONSONBY

WAS DESTROYED BY LIGHTNING IN JANUARY 1864

Cokół został uszkodzony przez szrapnel podczas bombardowania lotniczego w czasie II wojny światowej. Od tego czasu był kilkakrotnie odnawiany, ostatnio w roku 2013, sponsorem był Bank of Valletta. Cokół kolumny zaliczony jest przez Malta Environment and Planning Authority do zabytków narodowych stopnia 1.